# Sinclair QL
O Sinclair QL (Quantum Leap), foi um computador pessoal lançado pela Sinclair Research em 1984, como sucessor do ZX Spectrum. O QL foi a primeira máquina Sinclair destinada ao uso profissional e também o primeiro microcomputador de 32 bits (foi lançado poucos dias antes do Apple Macintosh), mas não obteve grande sucesso comercial. 